# Themacommissie Ouderenbeleid
De Themacommissie Ouderenbeleid was  een Tweede Kamercommissie. Deze themacommissie hield zich bezig met het ouderenbeleid.
Themacommissies worden ingesteld om, zonder dat er al sprake is van een regeringsinitiatief, te kunnen praten over onderwerpen van maatschappelijk belang die niet specifiek één ministerie aangaan.

## Commissieleden
- Niny van Oerle-van der Horst (CDA) (voorzitter)
- Ineke van Gent (GroenLinks)
- Agnes Kant (SP)
- Anouchka van Miltenburg (VVD)
- André Rouvoet (ChristenUnie)
- Gerdi Verbeet (PvdA)
- Bas van der Vlies (SGP)

De griffier was mevrouw M. Beuker.